# ГЕС Сінко-де-Новьємбре
ГЕС Сінко-де-Новьємбре (ісп. Cinco de Noviembre) — гідроелектростанція у Сальвадорі, трохи більше за пів сотні кілометрів на північний схід від столиці країни міста Сан-Сальвадор. Розташована між ГЕС Серрон-Гранде (вище за течією) та ГЕС 15 de Septiembre і входить до складу каскаду на річці Лемпа, яка бере початок у Гватемалі та впадає до Тихого океану в центрі сальвадорського узбережжя. Перша гідроелектростанція в історії країни.
У межах проєкту річку перекрили бетонною гравітаційною греблею висотою 65 метрів та довжиною близько 0,5 км. Вона утримує водосховище з площею поверхні 16 км2 та об'ємом 320 млн м3 (корисний об'єм 87 млн м3), в якому припустиме коливання поверхні в операційному режимі між позначками 172 та 180 метрів НРМ.
Основне обладнання станції розміщено у підземному машинному залі, розташованому ліворуч від греблі. В 1954-му тут ввели в експлуатацію дві турбіни типу Френсіс потужністю по 15 МВт, які в 1957-му та 1961-му доповнили ще двома такими ж. Нарешті, у 1966-му запустили п'ятий гідроагрегат з потужністю 21,4 МВт, що довело загальну потужність ГЕС до 81,4 МВт. Це обладнання при напорі від 41 до 56 метрів забезпечувало виробництво 457 млн кВт·год електроенергії на рік.
Згодом гідроагрегати модернізували, внаслідок чого перші три переномінували на 19,9 МВт, а четвертий на 18,3 МВт, так що сукупна потужність станції досягла 99,4 МВт. А у 2016 році її доповнили ще одним машинним залом, на цей раз наземним, до якого ліворуч від греблі веде канал довжиною 0,4 км. Тут встановили дві турбіни потужністю по 40 МВт, які зокрема дозволять краще використовувати повеневу воду та додатково виробляти 130 млн кВт·год електроенергії.
Відпрацьована вода повертається у Лемпу.